# Thermphos Challenger Zeeland
Il Thermphos Challenger Zeeland è un torneo professionistico di tennis giocato su campi in terra rossa. Fa parte dell'ITF Women's Circuit. Si gioca annualmente a Middelburg in Paesi Bassi.

## Albo d'oro

### Singolare
| Anno | Campionessa      | Finalista              | Punteggio   |
| ---- | ---------------- | ---------------------- | ----------- |
| 2011 | Bibiane Schoofs  | Lesley Kerkhove        | 7–6(4), 6–1 |
| 2012 | Kirsten Flipkens | Aravane Rezaï          | 6–1, 6–0    |
| 2013 | Irena Pavlović   | Angelique van der Meet | 6–3, 6–4    |

### Doppio
| Anno | Campionesse                      | Finaliste                                   | Punteggio |
| ---- | -------------------------------- | ------------------------------------------- | --------- |
| 2011 | Quirine Lemoine Maryna Zanevs'ka | Julia Cohen Florencia Molinero              | 6–3, 6–4  |
| 2012 | Junri Namigata Yurika Sema       | Bernice van de Velde Angelique van der Meet | 6–3, 6–1  |
| 2013 | Veronika Kapšaj Ksenia Palkina   | Fatma Al-Nabhani Sviatlana Pirazhenka       | 6–3, 6–3  |